# Serie convergente
En matemáticas, una serie (suma de los términos de una secuencia de números), resulta convergente si la sucesión de sumas parciales tiene un límite en el espacio considerado. De otro modo, constituiría lo que se denomina serie divergente. 

## Definición formal
Las series consideradas son numéricas (con términos reales o complejos) o vectoriales (con valores en un espacio vectorial formado). 
La serie de término general {\displaystyle a_{n}} converge cuando la sucesión {\displaystyle (A_{n})_{n\in \mathbb {N} }} de sumas parciales converge, donde para todo entero natural n, 
{\displaystyle A_{n}=\sum _{k=0}^{n}a_{k}}.
En este caso la suma de la serie es el límite de la sucesión de sumas parciales
{\displaystyle \sum _{k=0}^{+\infty }a_{k}=\lim _{n\to +\infty }A_{n}}.
La naturaleza de convergencia o no-convergencia de una serie no se altera si se modifica una cantidad finita de términos de la serie.

## Ejemplos
Resultan convergentes las series de las secuencias:
- de los recíprocos de los enteros impares, con signos alternados {\displaystyle ({1 \over 1},-{1 \over 3},{1 \over 5},-{1 \over 7},{1 \over 9},-{1 \over 11},\cdots )}, conocida como Serie de Leibniz:
{\displaystyle {1 \over 1}-{1 \over 3}+{1 \over 5}-{1 \over 7}+{1 \over 9}-{1 \over 11}+\cdots ={\pi  \over 4}};
- de los recíprocos de los números triangulares:
{\displaystyle {1 \over 1}+{1 \over 3}+{1 \over 6}+{1 \over 10}+{1 \over 15}+{1 \over 21}+\cdots =2};
- de los recíprocos de los sucesivos factoriales (n!):
{\displaystyle {\frac {1}{1}}+{\frac {1}{1}}+{\frac {1}{2}}+{\frac {1}{6}}+{\frac {1}{24}}+{\frac {1}{120}}+\cdots =e};
- de los recíprocos de los sucesivos cuadrados perfectos (ver Problema de Basilea):
{\displaystyle {1 \over 1}+{1 \over 4}+{1 \over 9}+{1 \over 16}+{1 \over 25}+{1 \over 36}+\cdots ={\pi ^{2} \over 6}};
- de los recíprocos de las potencias de 2:
{\displaystyle {1 \over 1}+{1 \over 2}+{1 \over 4}+{1 \over 8}+{1 \over 16}+{1 \over 32}+\cdots =2};
- de los recíprocos de las potencias de 2 con signos alternados:
{\displaystyle {1 \over 1}-{1 \over 2}+{1 \over 4}-{1 \over 8}+{1 \over 16}-{1 \over 32}+\cdots ={2 \over 3}};
- de los recíprocos de los números de Fibonacci (ver Constante de los inversos de Fibonacci):
{\displaystyle {\frac {1}{1}}+{\frac {1}{1}}+{\frac {1}{2}}+{\frac {1}{3}}+{\frac {1}{5}}+{\frac {1}{8}}+\cdots =\psi };
- de los de recíprocos de los naturales con signos alternados {\displaystyle (1,-{\frac {1}{2}},{\frac {1}{3}},-{\frac {1}{4}},{\frac {1}{5}},-{\frac {1}{6}},{\frac {1}{7}},\cdots )}:
{\displaystyle \sum _{k=1}^{\infty }{\frac {(-1)^{k+1}}{k}}=\ln 2}.

Resultan divergentes las series de las secuencias: 
- de los de recíprocos de los naturales {\displaystyle (1,{\frac {1}{2}},{\frac {1}{3}},{\frac {1}{4}},{\frac {1}{5}},{\frac {1}{6}},{\frac {1}{7}},\cdots )}:
{\displaystyle {1 \over 1}+{1 \over 2}+{1 \over 3}+{1 \over 4}+{1 \over 5}+{1 \over 6}+\cdots \rightarrow \infty }

(es la conocida como serie armónica);
- de los recíprocos de los números primos ( {\displaystyle {1 \over 2},{1 \over 3},{1 \over 5},{1 \over 7},{1 \over 11},{1 \over 13},\cdots }):
{\displaystyle {1 \over 2}+{1 \over 3}+{1 \over 5}+{1 \over 7}+{1 \over 11}+{1 \over 13}+\cdots \rightarrow \infty }.

## Convergencia absoluta
Si {\displaystyle \sum a_{n}} es una serie a valores en un espacio vectorial normado completo, se dice que es absolutamente convergente si la serie de término general {\displaystyle \|a_{n}\|} es convergente. 
En este caso, la serie {\displaystyle \sum a_{n}} converge.
La convergencia absoluta resulta de gran interés para el estudio de series con valores  en un espacio de Banach (ese es el caso de las series numéricas), donde es suficiente la convergencia absoluta de la serie para probar que es convergente. Esta técnica permite en muchos casos restringir el estudio a las series de términos positivos; para los cuales existen numerosos métodos.

## Criterios de convergencia
- Criterio del límite: sea {\displaystyle \sum _{k=1}^{\infty }a_{k}}esta no convergerá si {\displaystyle \lim _{k\rightarrow \infty }(a_{k})\neq 0} o si no existe dicho límite.

### Series de reales positivos
- Criterio de d'Alembert (Criterio del cociente o Criterio de la razón): sea {\displaystyle \sum _{k=1}^{\infty }a_{k}} una serie de términos estrictamente positivos; si

{\displaystyle \lim _{k\rightarrow \infty }{\frac {a_{k+1}}{a_{k}}}=L\in [0,+\infty ]},
entonces el Criterio de D'Alembert establece que si
```

  

    

      

        
L

        
<

        
1

      

    

    
{\displaystyle L<1}

  

, la serie converge, 

  

    

      

        
L

        
>

        
1

      

    

    
{\displaystyle L>1}

  

, la serie no converge, 

  

    

      

        
L

        
=

        
∞

      

    

    
{\displaystyle L=\infty }

  

, la serie no converge, 

  

    

      

        
L

        
=

        
1

      

    

    
{\displaystyle L=1}

  

 el criterio no establece nada respecto a su convergencia.
```

- Criterio de la raíz: si los términos {\displaystyle a_{n}\,} son estrictamente positivos y si existe una constante  {\displaystyle C<1\,} tal que  {\displaystyle \lim _{n\rightarrow \infty }(a_{n})^{\frac {1}{n}}\leq C} , entonces  {\displaystyle \sum a_{n}} es convergente.

- Criterio de Raabe: sea una serie {\displaystyle \sum _{k=1}^{\infty }a_{k}}, tal que {\displaystyle a_{k}>0} (serie de términos positivos). Si existe el límite

{\displaystyle \lim _{k\rightarrow \infty }k\left(1-{\frac {a_{k+1}}{a_{k}}}\right)=L}, siendo {\displaystyle L\,\in \,(-\infty ,+\infty )}
entonces, si {\displaystyle L>1} la serie es convergente y si {\displaystyle L<1} la serie es divergente. (Nota: el Criterio de Raabe es recomendado sólo en caso de fallar el Criterio de D'Alembert).
- Criterio de la integral de Cauchy: si f(x) es una función positiva y monótonamente decreciente definida en el intervalo

[1, ∞) tal que f(n) = an para todo n, entonces {\displaystyle \textstyle \sum {a_{n}}} converge si y sólo si {\displaystyle \textstyle \int _{1}^{\infty }f(x)\,dx} es finita.
Más generalmente, y para el tipo de función definida antes, pero en un intervalo [N,∞), la serie
{\displaystyle \sum _{n=N}^{\infty }f(n)}
converge si y sólo si la integral
{\displaystyle \int _{N}^{\infty }f(x)\,dx}
converge.

## Otros métodos
- Criterio de Cauchy: una serie a valores en un espacio vectorial normado completo es convergente si y solo si la sucesión de sumas parciales es de Cauchy:

{\displaystyle \forall \varepsilon >0,\exists N\in {\mathbb {N} },\forall n\geq N,\forall p\in {\mathbb {N} },\left\|u_{n+1}+\dots +u_{n+p}\right\|<\varepsilon }.
- Criterio de condensación de Cauchy: sea {\displaystyle \sum {a_{n}}} una serie monótona de números positivos decrecientes. Entonces {\displaystyle \sum _{n=1}^{\infty }{a_{n}}} converge si y sólo si la serie {\displaystyle \sum _{n=1}^{\infty }{2^{n}a_{2^{n}}}}  converge.

- Criterio de Leibniz: una serie de la forma {\displaystyle \sum _{n=1}^{\infty }(-1)^{n}{a_{n}}} (con {\displaystyle a_{n}>0}) se llama serie alternada. Tal serie converge si se cumplen las siguientes condiciones:

a) {\displaystyle \lim _{n\rightarrow \infty }(-1)^{n}a_{n}=0} para n par y n impar.
b) La serie tiene que ser absolutamente decreciente, es decir que: {\displaystyle |{a_{n}}|\geq |a_{n+1}|}.
Si esto se cumple, la serie {\displaystyle \sum _{n=1}^{\infty }{a_{n}}} es condicionalmente convergente, de lo contrario la serie diverge.
Nota: Se debe descartar primero la convergencia absoluta de {\displaystyle \sum _{n=1}^{\infty }|{a_{n}}|} antes de aplicar este criterio, usando los criterios para series positivas.

## Criterios de convergencia comparativos
Son aplicables en caso de disponer de otra serie {\displaystyle \sum (b_{n})} tal que se conozca su condición de convergencia o no-convergencia.

### Criterio de comparación directa
(de la mayorante o de Gauss)
Si {\displaystyle 0<a_{n}\leq b_{n},\forall n\geq n_{0}}
- Si {\displaystyle \sum (b_{n})} converge {\displaystyle \Rightarrow \sum (a_{n})} converge
- Si {\displaystyle \sum (a_{n})} diverge {\displaystyle \Rightarrow \sum (b_{n})}  diverge

En otro caso no existe información de la serie.

### Criterio de comparación por paso al límite del cociente
Sean {\displaystyle \sum _{n=1}^{\infty }{a_{n}}} y {\displaystyle \sum _{n=1}^{\infty }{b_{n}}} series de términos no negativos. Si existe 
{\displaystyle \lim _{n\rightarrow \infty }\left({\frac {a_{n}}{b_{n}}}\right)=L\in \,[0,+\infty )}, entonces:
- Si {\displaystyle L=0} y la serie {\displaystyle \sum (b_{n})} converge entonces {\displaystyle \sum (a_{n})} converge.
- Si {\displaystyle L=+\infty \ } y {\displaystyle \sum (b_{n})} diverge entonces {\displaystyle \sum (a_{n})} diverge.
- Si {\displaystyle 0<L<+\infty } entonces las series {\displaystyle \sum _{n=1}^{\infty }{a_{n}}} y {\displaystyle \sum _{n=1}^{\infty }{b_{n}}} comparten la misma condición (ambas convergen, o bien ambas son divergentes).

## Teorema de Abel
Sea {\displaystyle \sum x_{n}} una serie compleja donde {\displaystyle \forall n\in \mathbb {N} ,x_{n}=\alpha _{n}u_{n}} tales que:
- La sucesión {\displaystyle (\alpha _{n})_{n\in \mathbb {N} }} es real, decreciente y tiende a 0.
- {\displaystyle \exists M\in \mathbb {R} } tal que {\displaystyle \forall n\in \mathbb {N} ,\left|\sum _{k=0}^{n}u_{k}\right|\leq M}.

Entonces {\displaystyle \sum x_{n}} es convergente.